# Knud Thomsen
Knud Erik Gad Thomsen (ur. 28 stycznia 1908 w Aalborgu, zm. 3 lutego 1996) – duński polityk i menedżer, deputowany Folketingetu i poseł do Parlamentu Europejskiego, w latach 1968–1971 minister handlu, przemysłu, rzemiosła i handlu morskiego.

## Życiorys
Ukończył studia z inżynierii przemysłowej, od 1931 do 1932 asystent na Duńskim Uniwersytecie Technicznym. Od lat 30. pracował jako inżynier i menedżer w przedsiębiorstwach branży chemicznej oraz lakierniczej. Zasiadał w zarządach różnych spółek i organizacji gospodarczych. Był m.in. przewodniczącym stowarzyszenia przemysłu chemicznego, członkiem państwowej rady przemysłowej i członkiem rady organizacji pracodawców.
Działacz Konserwatywnej Partii Ludowej, od 1965 do 1975 zasiadał w zarządzie partii. W latach 1960–1975 poseł do Folketingetu. Od lutego 1968 do października 1971 minister handlu, przemysłu, rzemiosła i handlu morskiego. Od stycznia 1973 do lipca 1975 oddelegowany do Parlamentu Europejskiego. Zasiadał we frakcji chrześcijańsko-demokratycznej, pełniąc funkcję jej wiceprzewodniczącego. Po 1975 powrócił do sektora prywatnego.